# گسل زاگرس بلند

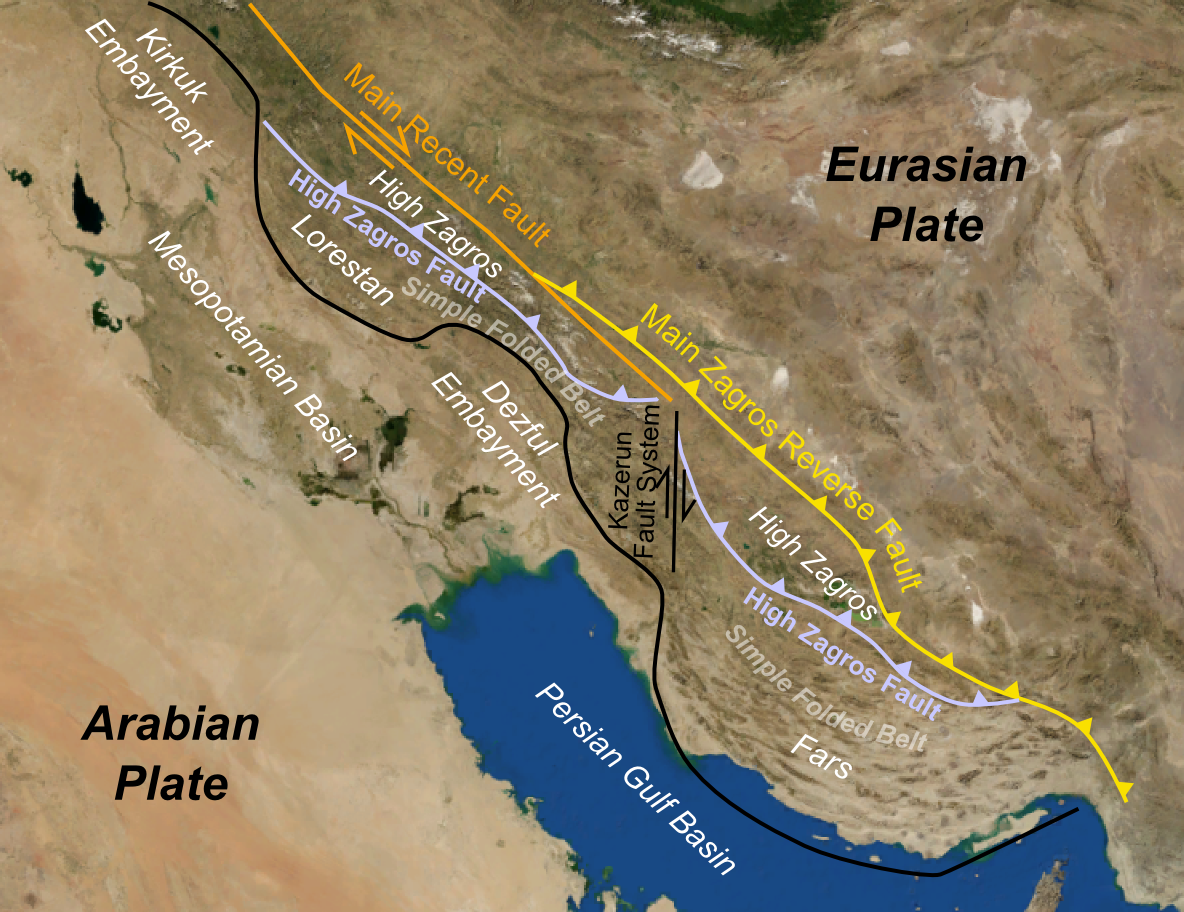
گسل‌های مهم کمربند چین‌خورده و رانده زاگرس گسل سراسری زاگرس • گسل جوان زاگرس (نارنجی) • راندگی اصلی زاگرس (زرد) گسل زاگرس بلند (آبی) گسل جبهه کوهستان (سیاه)

گسل زاگرس بلند (HZF) یا گسل زاگرس مرتفع یک گسل راندگی بزرگ در کوه‌های زاگرس است که مرز جنوبی زاگرس بلند یا زاگرس مرتفع به‌شمار می‌رود.
بر پایه تقسیم‌بندی‌های ساختمانی زمین‌شناسی ایران، پهنه زاگرس بلند با پهنای متوسط ۸۰ کیلومتر در میان دو پهنه زمین‌شناختی سنندج–سیرجان در شمال و پهنه زاگرس چین‌خورده در جنوب قرار دارد و بلندترین بخش‌های رشته‌کوه زاگرس را در خود جای داده‌است. مرز شمالی پهنه زاگرس بلند، یک گسل معکوس بزرگ است که آن را گسل اصلی معکوس زاگرس می‌نامند. گسل زاگرس بلند نیز مرز جنوبی پهنه زاگرس بلند محسوب می‌شود و این پهنه را از زاگرس چین‌خورده جدا می‌سازد.
گسل زاگرس بلند لرزه‌خیز و طولانی است و از نزدیکی خرم‌آباد عبور می‌کند. شهرهای الشتر و فیروزآباد نیز در فرادیواره گسل مرتفع زاگرس قرار گرفته‌اند. فعالیت این گسل باعث زمین‌لرزه ۱۳۹۹ لرستان به بزرگی ۵٫۱ شد.